# پپرونی

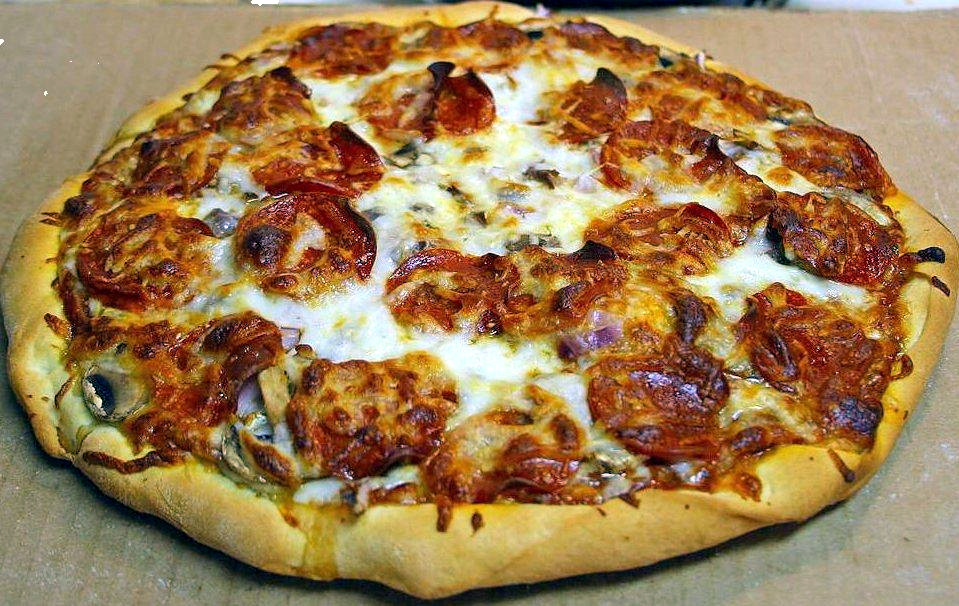
استفاده از پپرونی در پیتزا پپرونی

پپرونی به‌معنای فلفلی، نوعی سالامی تند ایتالیایی است که از گوشت خوک و گوشت گاوی که با مقادیر زیادی فلفل سیاه و فلفل قرمز مزه‌دار شده‌است تهیه می‌شود. این نوع از کالباس که بلند، باریک و سفت بوده و در معرض هوا خشک می‌شود نیازی به پختن نداشته و می‌توان آن را بدون طبخ کردن خورد. پپرونی را معمولاً به صورت برش‌هایی نازک بریده و به‌عنوان پیش‌غذا میل می‌نمایند. همچنین از این کالباس برای طعم دادن به بسیاری از غذاهای قابل طبخ همچون پیتزا پپرونی استفاده می‌شود. و بسیار پیتزای خوش طعم و عطری شناخته می‌شود.